# Toire no Hanako-san (film 1995)
Toire no Hanako-san (トイレの花子さん? lett. "Hanako della toilette"), conosciuto anche con i titoli alternativi di School Mistery, Hanako-san o Phantom of the Toilet, è un film del 1995 diretto Jōji Matsuoka.
Il soggetto è ispirato all'omonima leggenda metropolitana giapponese.

## Trama
I primi giorni della studentessa Saeko Mizuno nella sua nuova scuola trascorrono senza problemi. Tuttavia, un giorno viene vista uscire dall'ultima cabina del bagno femminile, luogo in cui, secondo una leggenda metropolitana, si sarebbe suicidata molti anni prima una ragazzina di nome Hanako, il cui fantasma infesterebbe proprio la cabina in questione.
Dato che normalmente tutti gli studenti della scuola si tengono alla larga dalla cabina incriminata, incominciano a diffondersi pettegolezzi secondo cui Mizuno sarebbe in realtà Hanako: infatti la pace della città è stata sconvolta recentemente da efferati omicidi che hanno visto come vittime dei bambini, e molti dei suoi compagni di scuola incominciano a pensare che Hanako ne sia la responsabile e che, sotto le sembianze di Mizuno, sia giunta nella scuola in cerca di nuove vittime. Quando la capra (la mascotte della scuola) che Mizuno aveva il compito di accudire viene ritrovata sgozzata, non sembrano esserci più dubbi. Mizuno viene rinchiusa con la forza nella toilette infestata da Hanako e costretta a passare la notte al suo interno, in modo che i suoi compagni possano sincerarsi della sua reale identità; infatti se Mizuno dovesse sparire dalla notte al giorno si avrebbe la dimostrazione della sua doppia identità, mentre se dovesse trovarsi ancora lì alla mattina i sospetti cadrebbero definitivamente.
In realtà il killer si rivelerà essere un altro che, approfittando della situazione favorevole che vede delle potenziali vittime indifese all'interno della scuola, entrerà in azione. Mizuno a quel punto si dimostrerà essere una ragazza di buon cuore, che cercherà di mettere in salvo i suoi compagni dall'assassino, affrontandolo anche faccia a faccia. Il film si conclude con la sconfitta e l'arresto del killer, sopraffatto da centinaia di studenti della scuola che verranno in soccorso di Mizuno.